# Moreaua apicis
Moreaua apicis är en svampart som först beskrevs av Savile, och fick sitt nu gällande namn av Vánky 2003. Moreaua apicis ingår i släktet Moreaua och familjen Anthracoideaceae.   Inga underarter finns listade i Catalogue of Life.